# HMS Calpe (L71)
HMS Calpe (L71) là một tàu khu trục hộ tống lớp Hunt Kiểu II của Hải quân Hoàng gia Anh Quốc được hạ thủy và đưa ra phục vụ vào năm 1941. Nó đã hoạt động cho đến hết Chiến tranh Thế giới thứ hai, xuất biên chế năm 1946, rồi được chuyển cho Hải quân Hoàng gia Đan Mạch năm 1952 và tiếp tục phục vụ như là chiếc HDMS Rolf Krake (F342) từ năm 1954 đến năm 1962. Con tàu bị tháo dỡ tại Thụy Điển vào năm 1966.

## Thiết kế và chế tạo
Calpe thuộc vào số 33 chiếc tàu khu trục lớp Hunt nhóm II, có mạn tàu rộng hơn nhóm I, tạo độ ổn định cho một tháp pháo QF 4 in (100 mm) Mark XVI nòng đôi thứ ba, cũng như cho phép tăng số lượng mìn sâu mang theo từ 40 lên 110.
Calpe được đặt hàng cho hãng Swan Hunter vào tháng 12 năm 1939 trong khuôn khổ Chương trình Chế tạo Khẩn cấp Chiến tranh 1939, và được đặt lườn tại xưởng tàu Wallsend vào ngày 12 tháng 6 năm 1940. Nó được hạ thủy vào ngày 28 tháng 4 năm 1941 và nhập biên chế vào ngày 11 tháng 12 năm 1941. Tên nó được đặt theo một tên cũ của Gibraltar. Con tàu được cộng đồng dân cư Abingdon-on-Thames tại Berkshire đỡ đầu trong khuôn khổ cuộc vận động gây quỹ Tuần lễ Tàu chiến vào tháng 2 năm 1942.

## Lịch sử hoạt động

### 1942
Sau khi hoàn tất trang bị và chạy thử máy, Calpe đi đến Scapa Flow vào tháng 1 năm 1942 để thực tập cùng các tàu chiến thuộc Hạm đội Nhà, rồi được điều động cùng tàu khu trục Chiddingfold (L31) để tăng cường cho Hải đội Rải mìn 1 trong hoạt động rải thủy lôi tại khu vực bờ Đông vào ngày 9 tháng 1. Nó hoạt động tuần tra và hộ tống vận tải tại Khu vực Tiếp cận Tây Bắc vào tháng 2, rồi gia nhập Chi hạm đội Khu trục 1 đặt căn cứ tại Portsmouth từ tháng 3 để tuần tra và hộ tống vận tải tại Bắc Hải và eo biển Manche.
Sang tháng 7, Calpe được cải biến cho vai trò chỉ huy và dẫn đường tác chiến nhằm chuẩn bị để tham gia Chiến dịch Jubilee, cuộc đột kích lên Dieppe ở miền Bắc nước Pháp. Nó đón lên tàu Bộ chỉ huy chiến dịch: Thiếu tướng Canada John Hamilton Roberts, chỉ huy pháo binh Sư đoàn 2 Bộ binh Canada, và Đại tá Hải quân Anh John Hughes-Hallet vào ngày 18 tháng 8, và hoạt động trong vai trò soái hạm cũng như là tàu bệnh viện, chịu đựng hỏa lực chống trả ác liệt bởi không quân và pháo bờ biển đối phương vào ngày 21 tháng 8. Con tàu bị hư hại nhẹ, và tổn thất khoảng một phần tư quân số thủy thủ đoàn. Sau đó nó hộ tống các tàu đổ bộ còn sống sót quay trở lại Portsmouth, và trợ giúp y tế cho 278 người bị thương.
Calpe tiếp nối hoạt động hộ tống vận tải cùng Chi hạm đội Khu trục 1 trong tháng 9, và cũng được phái ngăn chặn các hoạt động vận tải ven biển đối phương cùng Lực lượng Duyên hải hạng nhẹ cho đến tháng 10. Đến tháng 11, nó được huy động tham gia Lực lượng Đặc nhiệm Trung tâm trong Chiến dịch Torch, cuộc đổ bộ của lực lượng Đồng Minh lên Bắc Phi, được bố trí nhiệm vụ hỗ trợ và hộ tống vận tải vào ngày 7 tháng 11. Sau đó nó tiếp tục hoạt động tuần tra và hộ tống vận tải tại khu vực Tây Địa Trung Hải và Đại Tây Dương.

### 1943
Vào tháng 4 năm 1943, Calpe gia nhập Đội khu trục 59, tiếp tục vai trò tuần tra chống tàu ngầm và hộ tống vận tải phục vụ các hoạt động tác chiến tại Bắc Phi. Đến tháng 5, nó tham gia Chiến dịch Retribution nhằm phong tỏa Cape Bon ngăn chặn việc triệt thoái lực lượng của phe Trục. Sang tháng 7, nó tham gia Chiến dịch Husky, cuộc đổ bộ của lực lượng Đồng Minh lên Sicily, Ý, tham gia Lực lượng Hỗ trợ phía Đông hộ tống các tàu vận chuyển và tuần tra bảo vệ bãi độ bộ. Nó sau đó được điều sang Đội hộ tống 48 để làm nhiệm vụ tuần tra và hộ tống vận tải tại khu vực Trung tâm Địa Trung Hải.
Được cử tham gia Chiến dịch Avalanche, cuộc đổ bộ của lực lượng Đồng Minh lên Salerno, Ý, Calpe tham gia Lực lượng Đặc nhiệm 88, một lực lượng tàu sân bay hỗ trợ bao gồm các tàu tuần dương Euryalus (42), Charybdis (88) và Scylla (98), tàu sân bay hạng nhẹ Unicorn (I72), các tàu sân bay hộ tống Battler (D18), Hunter (D80) và Stalker (D91), các tàu khu trục Cleveland (L46), Holcombe (L56), Atherstone (L05), Liddesdale (L100) và Farndale (L70) cùng các tàu khu trục Ba Lan ORP Krakowiak và ORP Slazak. Nó đi đến ngoài khơi bãi đổ bộ vào ngày 9 tháng 9, và cho đến ngày 16 tháng 9 đã tuần tra bảo vệ khu vực đổ bộ, thường xuyên chịu đựng tấn công bởi máy bay và tàu phóng lôi E-boat đối phương.
Sau khi tách khỏi Chiến dịch Avalanche, Calpe tham gia Đội hộ tống 50 đặt căn cứ tại Algiers, làm nhiệm vụ hộ tống các đoàn tàu vận tải tiếp liệu phục vụ cho các chiến dịch tại Ý. Nó cùng với Atherstone, Catterick (L81), Cleveland, Haydon (L75), Farndale, Liddesdale, ORP Krakowiak và ORP Slazak gia nhập Chi hạm đội Khu trục Hunt đặt căn cứ tại Malta vào tháng 11 để làm nhiệm vụ hộ tống vận tải. Vào ngày 10 tháng 12, nó cùng Tynedale (L96), Holcombe và các tàu khu trục Hoa Kỳ USS Niblack (DD-424), USS Benson (DD-421) và USS Wainwright (DD-419) tham gia hộ tống Đoàn tàu KMS 34, và sang ngày 12 tháng 12 đã bị các tàu ngầm U-boat Đức U-223 và U-593 tấn công. Sau khi Tynedale bị ngư lôi phóng từ U-593 đánh chìm, Calpe tham gia cùng các tàu chiến khác vào cuộc truy lùng tàu ngầm đối phương, khi Holcombe lại bị ngư lôi từ cùng chiếc U-593 đánh chìm. Việc truy đuổi tiếp nối sang ngày hôm sau, và cuối cùng Calpe chia sẻ cùng USS Wainwright chiến công đánh chìm U-593 ở tọa độ 37°38′B 05°58′Đ / 37,633°B 5,967°Đ.

### 1944
Sang tháng 1, 1944, Calpe được điều sang Chi hạm đội Khu trục 18 đặt căn cứ tại Malta, làm nhiệm vụ tuần tra và hộ tống vận tải tại khu vực Trung tâm Địa Trung Hải, Đến tháng 7, nó được huy động vào Chiến dịch Dragoon, cuộc đổ bộ của lực lượng Đồng Minh lên miền Nam nước Pháp, và tạm thời đặt dưới sự chỉ huy chung của Hải quân Hoa Kỳ. Nó đi đến Oran, Bắc Phi để gia nhập đoàn tàu vận tải tấn công, và vào ngày 11 tháng 8 đã khởi hành trong thành phần hộ tống cho Đoàn tàu AM1 cùng các tàu khu trục Catterick và Cleveland, các tàu quét mìn Hoa Kỳ Staff (AM-114), Swift (AM-122) và Threat (AM-124); lực lượng đi đến ngoài khơi bãi đổ bộ vào ngày 15 tháng 8 và đã hỗ trợ cho cuộc đổ bộ.
Được tách khỏi chiến dịch Dragoon và quay trở lại dưới quyền chỉ huy của Hải quân Hoàng gia, Calpe tiếp tục hoạt động hộ tống vận tải cùng chi hạm đội tại khu vực Trung tâm Địa Trung Hải và biển Aegean. Vào ngày 24 tháng 9, nó cùng các tàu khu trục hộ tống Brecon (L76), Catterick, Zetland (L59),Cleveland, Liddesdale và các tàu khu trục hộ tống Hy Lạp HHeMS Themistoklis, HHeMS Kriti, HHeMS Pindos, HHeMS Kanaris và HHeMS Miaoulis tham gia một lực lượng đặc nhiệm chuyển quân nhằm tái chiếm các đảo trong vùng biển Aegean. Sang tháng 10, nó được bố trí nhằm ngăn chặn tàu bè triệt thoái binh lính Đức khỏi các đảo, bắn hải pháo hỗ trợ và cho đổ bộ binh lính lên các đảo tại Aegean. Đến cuối năm, nó được rút về để đại tu tại Ferryville, Tunisia nhằm chuẩn bị để được cử sang phục vụ tại Viễn Đông.

### 1945
Vào tháng 3, 1945, Calpe lại được chuyển đến Malta, tiếp tục được tái trang bị; và sau khi hoàn tất việc sửa chữa, con tàu quay về Chatham, Anh Quốc vào ngày 11 tháng 5, nơi thủy thủ đoàn được nghỉ phép trước khi được điều động sang Viễn Đông. Sang tháng 6, con tàu lên đường qua ngã Địa Trung Hải, gia nhập Chi hạm đội Khu trục 14 trực thuộc Hạm đội Viễn Đông tại Trincomalee, Ceylon. Trong tháng 7, nó tích cực chuẩn bị để tham gia Chiến dịch Zipper, kế hoạch đổ bộ tiếp theo của lực lượng Anh lên Malaya. Vào lúc này ký hiệu lườn của nó được đổi thành D56 nhằm phù hợp với hệ thống nhận diện dành cho tàu khu trục của Hải quân Hoa Kỳ. Tuy nhiên Nhật Bản đã chấp nhận đầu hàng trước khi Chiến dịch Zipper được triển khai.

### Sau chiến tranh
Calpe tiếp tục ở lại khu vực Ấn Độ Dương cho đến năm 1946. Nó được gửi trở về Anh vào tháng 11, và được đưa về lực lượng dự bị, bị bỏ không tại Sheerness và sau đó tiếp tục trong hạm đội dự bị tại Portsmouth từ năm 1947.
Calpe được chuyển đến Harwich vào năm 1952, nơi nó được chuyển cho Đan Mạch mượn, và phục vụ cùng Hải quân Hoàng gia Đan Mạch dưới tên gọi HDMS Rolf Krake (F342). Đan Mạch mua lại quyền sở hữu con tàu vào năm 1961, và Rolf Krake tiếp tục phục vụ cho đến tháng 10, 1966, khi nó ngừng hoạt động vả bị tháo dỡ tại Ystad, Thụy Điển.